# Wayne Static
Wayne Static, pseudonimo di Wayne Richard Wells (Muskegon, 4 novembre 1965 – Landers, 1º novembre 2014), è stato un cantautore e polistrumentista statunitense, noto per essere stato il fondatore e frontman del gruppo musicale industrial metal Static-X.

## Biografia

### Primi anni
Nato a Muskegon, Static crebbe a Shelby, in Michigan, prima di trasferirsi a Chicago e in California. A tre anni ricevette la sua prima chitarra giocattolo, mentre all'età di sette anni i suoi genitori decisero di regalargli una chitarra vera. Successivamente Static suonò nella sua prima band a 12 anni e a quel punto decise di fare il musicista.

### Carriera
Durante il suo trasferimento a Chicago, Static formò i Deep Blue Dream con Ken Jay. Il gruppo ebbe vita assai breve e quando si trasferì in California nel 1994 creò un nuovo gruppo con Tony Campos, Koichi Fukuda e con lo stesso Jay, denominato Static-X.
Con il gruppo, Wayne Static pubblicò sei album in studio, uno dal vivo e una raccolta, usciti tra il 1999 e il 2009. Nel luglio 2007 annunciò la creazione del progetto parallelo Pighammer, accantonato tuttavia fino al 2011, anno in cui divenne il titolo dell'album solista di Static. Nel 2013 Static annunciò lo scioglimento degli Static-X, a causa di una disputa con l'ex-bassista Tony Campos relativo ai diritti sul nome del gruppo.

### Vita privata
Static fu sia ateo che pescetariano. Era sposato dal 10 gennaio 2008 con la pornostar Tera Wray (morta suicida nel 2016), conosciuta durante l'edizione 2007 dell'Ozzfest.

### Morte
Il 1º novembre 2014 è stata annunciata la morte di Static, tre giorni prima del suo 49º compleanno. L'iniziale causa del decesso, secondo quanto lasciato intendere da alcuni dei suoi associati, è stata definita come una possibile overdose; tale ipotesi ha avuto riscontro nel marzo 2015, quando il risultato dell'autopsia ha rivelato che Static è morto a causa di un'overdose provocata da un mix di alcol e ossicodone.

## Discografia

### Da solista
- 2011 – Pighammer

### Con gli Static-X
- 1999 – Wisconsin Death Trip
- 2001 – Machine
- 2003 – Shadow Zone
- 2005 – Start a War
- 2007 – Cannibal
- 2009 – Cult of Static
- 2020 – Project Regeneration Vol. 1 (postumo)

### Collaborazioni
- 2002 – Jonathan Davis & Richard Gibbs feat. Wayne Static – Not Meant for Me
- 2002 – Burton C. Bell & Wayne Static – Burning Inside
- 2003 – Godhead & Wayne Static – The Giveaway
- 2004 – Mephisto Odyssey & Wayne Static (e Koichi Fukuda) – Crash
- 2004 – Skinny Puppy & Wayne Static – Use Less
- 2006 – Soil & Wayne Static – Give It Up
- 2009 – My Evolution & Wayne Static – So Happy

### Apparizioni in video musicali
- 2002 – X-Ecutioners feat. Mike Shinoda and Mr. Hahn of Linkin Park – It's Goin' Down